# Райхана бинт Зейд
Райхана бинт Зейд (араб. ريحانة بنت زيد‎; ум. 631) — одна из жён пророка Мухаммада. Имеются сообщения и о том, что она была его наложницей.

## Биография
Райхана бинт Зейд происходила из иудейского племени Курайза. Её первым мужем был некий Хакам. В  626 году после похода мусульманам против племени Курайза она попала в плен, после чего досталась пророку Мухаммаду. Он предложил Райхане принять ислам, однако она отказалась. Спустя некоторое время, она заявила о принятии ислама и после этого пророк Мухаммад освободил её. Согласно другой версии, передаваемой Ибн Са’дом, Райхана оставалась вплоть до своей смерти, по своему собственному выбору, наложницей Мухаммада, будучи, однако, мусульманкой.
Райхана была добродетельной и набожной женщиной. Она умерла раньше других жён пророка Мухаммада.